# Сураев, Вадим Эдуардович
Сураев Вадим Эдуардович (род.17 января 1972 года, Омск) — израильский спортсмен. Вид спорта — триатлон (двойной, тройной).
Спортом занимается с 1981 года. Чемпион мира 2008 и 2007 года по двойному триатлону. Рекордсмен мира по двойному триатлону. Занял первое место в соревнованиях в Австрии (земля Нижняя Австрия)
В 2007 году провалил допинг-тест (положительный на THC). Сураев был дисквалифицирован и отстранен от соревнований на один год.